# Ernesto Ponzio
Ernesto Ponzio (* 10. Juli 1885 in Buenos Aires; † 21. Oktober 1934), bekannt als El Pibe Ernesto, war ein argentinischer Tangokomponist und Geiger.

## Leben
Ponzio besuchte das Williams-Konservatorium, musste aber seine Ausbildung abbrechen, nachdem sein Vater, ein aus Neapel stammender Harfenist, unerwartet an einem Aneurysma gestorben war. Um seine Familie finanziell zu unterstützen, begann er in Gaststätten aufzutreten. Bereits 1898 entstand sein bekannter Tango Don Juan (El taita del barrio), der um 1900 mit großem Erfolg in Concepción Amayas Tanzsaal uraufgeführt wurde.
Später trat er mit dem Gitarristen Eusebio Aspiazú und dem Flötisten Vicente Pecci u. a. in der La Bateria und im El Tambito auf. Regelmäßig spielte er auch in María La Vascas Tanzsaal, wie später Manuel Campoamor und Vicente Greco. Mit seiner Frau gründete er das Lebensmittelgeschäft El Pibe, das ein finanzieller Misserfolg wurde, da er zu vielen zahlungsunfähigen Kunden Kredite einräumte. Später gründete er ein zweites Geschäft, das er Los Paraísos nannte.
Seine letzten Auftritte hatte Ponzio im Theater El Nacional, begleitet u. a. von Pardo Alcorta (Geige), Juan Carlos Bazán (Klarinette), El Tano Vicente Pecci (Flöte), Yepi José María Bianchi (Bandoneon) und Eusebio Aspiazú. Er starb am 21. Oktober 1934 gleich seinem Vater plötzlich an einem Herzaneurysma.

## Kompositionen
- Don Juan (El taita del barrio)
- Ataniche
- De quién es eso
- Don Natalio
- 18 kilates
- Culpas ajenas
- Cara dura
- Trovador de arrabal
- Avellaneda
- Quiero papita
- La milonga de mi barrio
- Tardes pampeanas
- Contámela que te escucho
- No te lo puedo decir